# Andreas P. Pittler

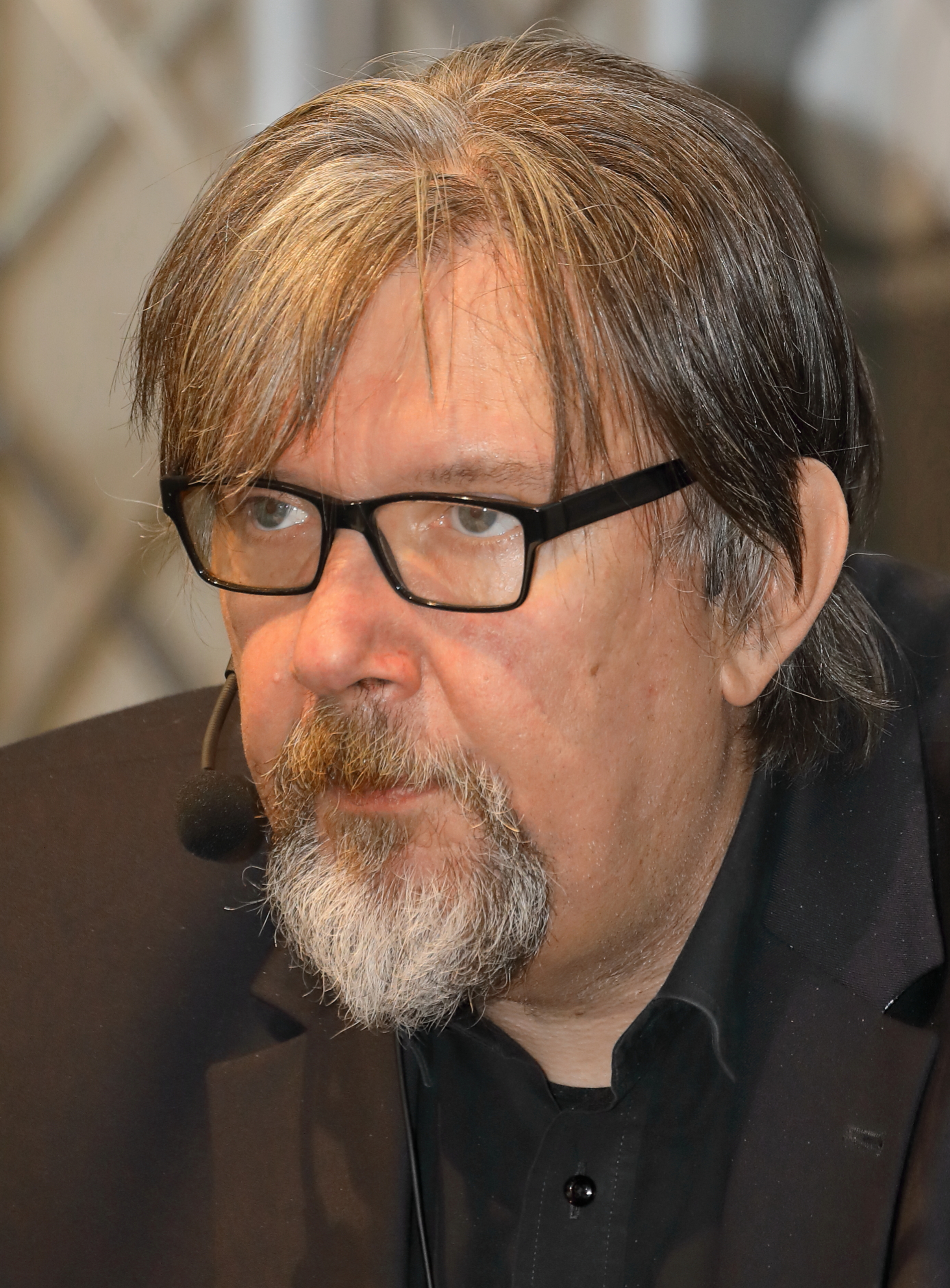
Andreas P. Pittler (2019)

Andreas P. Pittler (ur. 21 listopada 1964 w Wiedniu) – austriacki pisarz i autor non-fiction.

## Życiorys
Pittler studiował historię, germanistykę i nauki polityczne w Wiedniu. Wcześnie poświęcił się dziennikarstwu. W 1985 roku opublikował kilka książek non-fiction, wśród których wyróżniają się biografie osób takich jak: Bruno Kreisky, Samuel Beckett i trupy Monty Pythona. Pisał także o historii Malty, Cypru i Czech.
Pittler wyrobił sobie opinię krytyka, zwłaszcza publikując w cotygodniowej kolumnie w "Wiener Zeitung". Razem z Heleną Verdel napisał także satyryczną historię Austrii oraz wydał przewodnik po europejskich uzdrowiskach.
Od 1990 roku Pittler coraz bardziej oddawał się beletrystyce i publikował w licznych magazynach i antologiach literackich. Jego pierwsza powieść została opublikowana 2000 roku.
Prace Pittlera zostały przetłumaczone na kilka języków, takich jak: angielski, francuski, kataloński, słoweński i serbsko-chorwacki.
Pisarz jest członkiem kilku stowarzyszeń literackich, takich jak PEN Club i Syndikat.
Od 2009 r. Pittler i Stefan Slupetzky nadzorowali literacki kącik niedzielnego programu radiowego Trost und Rat Willi Willi Resetarits. Od 2010 roku wykłada również na Donau-Universität w Krems. W latach 2010 i 2011 Pittler należy do jury nagrody Leo Perutz w Wiedniu.
Pittler jest żonaty i mieszka w Wiedniu.
W lutym 2012 roku jego powieść "Tinnef" została nominowana do nagrody Friedricha Glausera. W 2013 r. Rozpoczęło się tłumaczenie powieści na inne języki. Amerykański wydawca planuje brytyjską edycję serii Bronstein, której pierwszy tom ukazał się w 2013 roku. W 2014 roku tom "Zores" został wydany również w języku serbsko-chorwackim, natomiast w styczniu 2015 roku Pittler został nominowany do nagrody literackiej "Homer" w kategorii opowiadań zdobywając nagrodę "Homer" w brązie. W 2016 roku jego powieść "Żegnaj" została nominowana do Nagrody im. Leo Perutza.

## Dzieła
- Die Spur der Ikonen. Gmeiner, Meßkirch 2017. ISBN 978-3839220405
- Wiener Kreuzweg. echomedia, Wien 2017. ISBN 978-3-903113-12-1
- Das Totenschiff. Mandelbaum, Wien 2016. ISBN 978-3-85476-494-6
- Tod im Hamam. Wieser, Klagenfurt 2016. ISBN 978-3-99029-179-5
- Der göttliche Plan. Gmeiner, Meßkirch 2016. ISBN 978-3-8392-1821-1
- Goodbye. echomedia, Wien 2015. ISBN 978-3-902900-74-6
- Wiener Bagage. Gmeiner, Meßkirch 2014. ISBN 978-3-8392-1625-5
- Charascho. echomedia, Wien 2014. ISBN 978-3-902900-52-4
- Inspektor Bronstajn i slucaj ubijenog naciste. Laguna, Belgrad 2014. ISBN 978-86-521-1445-0
- Inspector Bronstein and the Anschluss. Ariadne Press, Riverside (CA) 2013. ISBN 978-1-57241-188-3
- Der Fluch der Sirte. echomedia, Wien 2013. ISBN 978-3-902900-20-3
- Zores. echomedia, Wien 2012. ISBN 978-3-902672-82-7
- Karl Seitz. Gerold, Wien 2011. ISBN 978-3950263190
- Cajetan Felder. Gerold, Wien 2011. ISBN 978-3-9502631-8-3
- Theodor Körner. Gerold, Wien 2011. ISBN 978-3-9502631-7-6
- Jakob Reumann. Gerold, Wien 2011. ISBN 978-3-9502631-6-9
- Mischpoche. Gmeiner, Meßkirch 2011. ISBN 978-3-8392-1188-5
- Tinnef. echomedia, Wien 2011. ISBN 978-3-902672-35-3
- Das Bruno Kreisky Album. EWH, Wien 2010. ISBN 978-3-9502845-9-1
- Der große Traum von Freiheit, zus. mit Helena Verdel. Promedia, Wien 2010. ISBN 978-3-85371-319-8
- Chuzpe. echomedia, Wien 2010. ISBN 978-3-902672-22-3
- Ezzes. echomedia, Wien 2009. ISBN 978-3-902672-08-7
- Tacheles. echomedia, Wien 2008. ISBN 978-3-901761-87-4
- Das Dokument. Wieser, Klagenfurt 2006. ISBN 3-85129-621-4.
- Samuel Beckett. Dt. Taschenbuch-Verlag, München 2006. ISBN 978-3-423-31082-6.
- So weit, so gut!. Wieser, Klagenfurt 2004. ISBN 3-85129-474-2.
- Tschechien, Slowakei. Wieser, Klagenfurt c 2004. ISBN 3-85129-417-3.
- Zypern. Wieser, Klagenfurt 2003. ISBN 3-85129-419-X.
- Serbische Bohnen. Wieser, Klagenfurt 2003. ISBN 3-85129-411-4.
- Von der Donaumonarchie zum vereinten Europa. Wieser, Klagenfurt 2003. ISBN 3-85129-409-2.
- Die Bürgermeister Wiens. Ueberreuter, Wien 2003. ISBN 3-8000-3873-0.
- Tod im Schnee. Wieser, Klagenfurt; Wien; Ljuljana; Sarajevo c 2002. ISBN 3-85129-378-9.
- Der Sündenbock. Wieser, Klagenfurt; Wien; Ljubljana; Sarajevo c 2000. ISBN 3-85129-347-9.
- Alfred Gusenbauer. Molden, Wien 2000. ISBN 3-85485-049-2.
- Schottland, als Hrsg. Wieser, Klagenfurt 2000. ISBN 3-85129-326-6.
- Von Ötzi bis Big Bruno, zus. mit Helena Verdel. Ueberreuter, Wien 1999. ISBN 3-8000-3722-X.
- Dublin, als Hrsg. Wieser, Klagenfurt 1998. ISBN 3-85129-261-8.
- Rowan Atkinson, "Mr. Bean". Heyne, München 1998. ISBN 3-453-14058-3.
- Monty Python. Heyne, München 1997. ISBN 3-453-12422-7.
- Bruno Kreisky. Rowohlt, Reinbek bei Hamburg 1996. ISBN 3-499-50583-5.
- Eines Abends vor Troja. Frieling, Berlin 1994. ISBN 3-89009-573-9.

Jako wydawca
- Kurbäder. Wieser, Klagenfurt 2003. ISBN 3-85129-393-2
- Weiter Osten. Wieser, Klagenfurt 2002. ISBN 3-85129-400-9.
- Zwischen Feder und Fahne. Picus, Wien 1993. ISBN 3-85452-249-5.
- Prosa-Land Österreich. Wieser, Klagenfurt; Salzburg c 1992. ISBN 3-85129-067-4.
- Spurensuche. ÖBV, Wien 1990. ISBN 3-215-07447-8.

## Nagrody
- 2004 Srebrny medal za zasługi dla Republiki Austrii
- 2016 Nadanie tytułu zawodowego "Profesor"